# معركة أوكيهازاما
مَعْرَكة أوَكيهَازَاما (باليابانية桶狭間の戦い ː) دَارَتْ رَحَاها في شَهر يَونيو 1560 في مُقاطَعة أواري الواقِعة في محافظة أيتشي اليومْ. في هذهِ المَعركة، هَزمت قوات عشيرة أودا بِقيادة أودا نوبوناغا جَيش عَشيرة إيماغاوا المُتَفوق بالعَدد والعُدَه بقيادة إيماغاوا يوشيموتو. بَعدَ المَعركة أثبت أودا نوبوناغا نفسه كواحد منْ أعتى أُمراء الحَرب خلال فترة المقاطعات المتحاربة.

## خلفية
في عام 1560، حَشدَ إيماغاوا يوشيموتو، أحد أمراء الحرب الأقوياء الذين سيطروا على مقاطعات سوروغا وتوتومي وميكاوا، جيشًا قوامه 25000 رجل للتقدم نحو العاصمة كيوتو لتحدي شوغون أشيكاغا الضعيفة من أجل السيطرة على البلاد. اتبع الجيش مسار طريق توكايدو السريع، وعبر من ميكاوا إلى مقاطعة أواري، التي وَحدها مؤخرًا أمير الحرب المحلي أودا نوبوناغا. اجتاحت قوات عَشيرة إيماغاوا بسرعة حصون واشيزو الحدودية، واستولت قوات عشيرة ماتسودايرا بقيادة ماتسودايرا موتوياسو على قلعة مارون، وأقام يوشيموتو معسكرًا في دينغاكوهازاما، الواقع في قرية أوكيهازاما، خارج ما يعرف الآن بمدينة ناغويا. في المُقابل، لم يستطع أودا نوبوناغا سوى حشد ما يقرب من 2000 إلى 3000 رجل، أو ما يقرب عُشر جيش عَشيرة إيماغاوا. على الرغم من أن بعض ضباطه أوصوا بالانسحاب إلى معقل عشيرة أودا في قلعة كيوسو، كان نوبوناغا على علم بأن كيوسو لن تَكُون قادرًا على الصمود في وجه الحصار، وبدلاً من ذلك ذكر أن «السياسة الهجومية القوية فقط هي التي يمكن أن تعوض الأعداد المتفوقة للعدو»، وأمر بشن هجوم مضاد. كانت جغرافيا المنطقة التي أقامت فيها عَشيرة إيماغاوا معسكرها معروفًا جيدًا لدى نوبوناغا وكَشافته، حيث استخدموا المنطقة في كثير من الأحيان لألعاب الحرب تحت ستار صيد الصقور.
في الليلة التي سبقت الهجوم، جمع نوبوناغا رجاله، وأخبرهم أن الانتظار سيكون انتحارًا، وأنه من الأفضل مهاجمة العدو وجهاً لوجه، قبل إعادتهم إلى منازلهم للراحة. استيقظ في وقت مبكر من صباح اليوم التالي، مرتديًا ملابسه، تلاه مقطع من أغنية «أتسوموري»، مرنمًا أن «الإنسانَ ليسَ لديه سوى 50 عامًا، والحَياة مُجَرد حُلمْ»، وارتدى درعه وأخذ وعاءًا من عصيدة الأرز وهو لا يزال واقفاً ثُمَ أنطَلق.

## المَعركة
تمَ تزيين التسلسل الفعلي لأحداث مَعْرَكة أوَكيهَازَاما بشكل كبير بواسطة الأساطير وهو تاريخياً غير واضح.
قاد نوبوناغا رجاله بنفسه من قلعة كيوسو عبر ضريح أتسوتا إلى معبد محصن يسمى زينشو-جي، على بعد مسافة قصيرة من أوكيهاما، على الجانب الآخر من طريق توكايدو. من أجل خداع كشافة عَشيرة إيماغاوا، أمر نوبوناغا رجاله بوضع العديد من الأعلام واللافتات حول زينشو-جي لإعطاء مظهر قوة أكبر بكثير.
نظرًا للتباين الهائل في الأرقام، في 12 يونيو، أخفى نوبوناغا ورجاله أنفسهم في مواقع في منطقة تُعرف باسم كاماغاتاني على الجانب الآخر من معسكر عَشيرة إيماغاوا الرئيسي، قامت قوات عشيرة أودا بمناورة مرافقة وهاجموا جَيش عَشيرة إيماغاوا في دينجاكو ساكوما من الشمال. ومع ذلك، نظرًا لإلمام قوات عشيرة أودا بالتضاريس وميل نوبوناغا إلى التكتيكات العدوانية، فإن العديد من المؤرخين المعاصرين يعتقدون أن الهجوم كان في الواقع هجومًا أماميًا على معسكر يوشيموتو، إما عن طريق تَخطيط مُسبَق أو عن طريق الُصدفة. 
على أي حال، فوجئ جيش عَشيرة إيماغاوا، بعد ان كانت قواتهم تَحتفل بانتصاراتها السهلة الأخيرة، وحيث أن فترة الظهيرة كانت شديدة الحرارة، قام الكثيرون منهم بنزع دروعهم. بَعدَ ذلك وباستخدام عاصفة رعدية وامكار غَزيرة لإخفاء تحركاتهم، هاجَمت قوات عشيرة أودا بشدة قلب معسكر عَشيرة إيماغاوا، الذي كان في واد ضيق. تسبب الهجوم المفاجئ في حالة من الذعر وانشق جنود عَشيرة إيماغاوا عن صفوفهم وحاول الكثيرون الفرار.
إيماغاوا يوشيموتو، غير مدرك لما كان يحدث، سمع الضجيج وخرج من خيمته وهو يصرخ في رجاله للتخلي عن احتفالاتهم السكرية والعودة إلى مواقعهم. بحلول الوقت الذي أدرك فيه يوشيموتو، أن الساموراي الذي كان يُخاطبه لم يكن من جَيشهǃ فقد فات الأوان لتنظيم الدفاع. لم يُقتل يوشيموتو، كما يُعتقد عمومًا، في معسكره الحربي، ولكن ترك يوشيموتو ورجاله معسكرهم بسرعة انطلقوا إلى مكان القتال.
تعرض يوشيموتو لهجوم من قبل موري شينسوكي وهاتوري كوهيتا. اشتبك يوشيموتو ومساعديه مونينوبو ونوموري في معركة، وتصدوا لهجوم موري شينسوكي وهاتوري كوهيتا الأولي. يُقال إن يوشيموتو قد تصدى لهجوم واحد بواسطة الرمح الذي استخدمه موري شينسوكي، مما أدى إلى قطع رمح وأصابة شينسوكي في ركبته، بَعدها تم التعامل مع يوشيموتو من قبل ساموراي عشيرة أودا، هاتوري كوهيتا، والذي قَطَعَ راس أمير الحَرب على الفَور بضربة واحده.
مع مقتل زعيمهم وجميع كبار الضباط باستثناء اثنين، استسلمت قوات عَشيرة إيماغاوا المتبقية أو هربت.

## ما بعد الواقعة

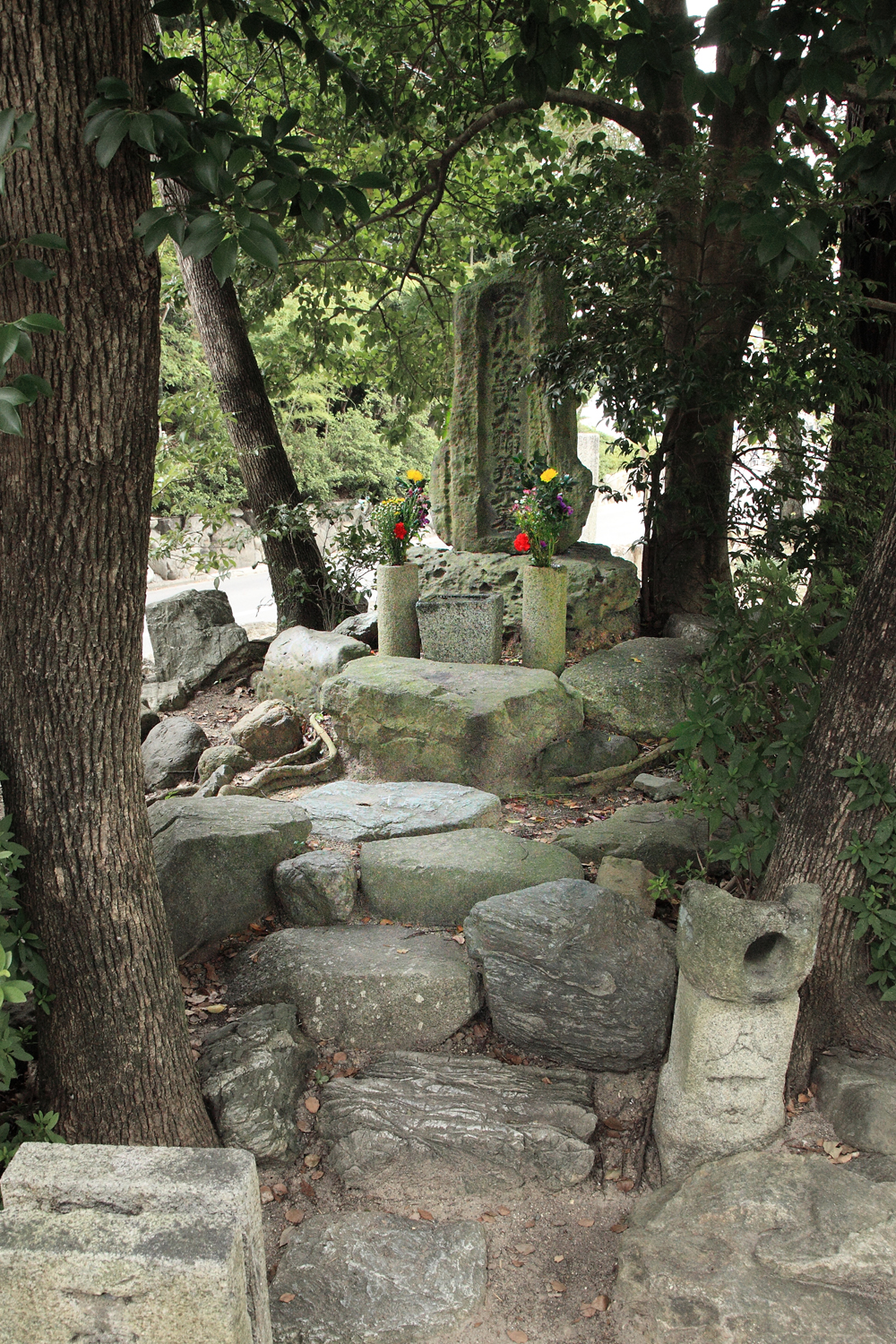
قَبر إيماغاوا يوشيموتو بالقرب من ساحة المَعركة في تويو أكه.

تعتبر مَعْرَكة أوَكيهَازَاما واحدة من أهم نقاط التحول في تاريخ اليابان. تم إضعاف عَشيرة إيماغاوا إلى حد كبير وسرعان ما تم تدميرها من قبل جيرانها. اكتسب أودا نوبوناغا الكثير من الهيبة، وتعهد العديد من الساموراي وأمراء الحرب الصغار بما في ذلك وكيل عَشيرة إيماغاوا السابق، ماتسودايرا موتوياسو (توكوغاوا إياسو المستقبلي) بالولاء. كانت هذه المعركة هي المرة الأولى التي يلاحظ فيها نوبوناغا مواهب حامل الصندل كينوشيتا توكيتشيرو، الذي سيصبح في النهاية تويوتومي هيده-يوشي الكَبير.

### الموقع التاريخي الوطني
في عام 1937، صنفت وزارة التعليم اليابانية ساحة مَعْرَكة أوَكيهَازَاما، كموقع تاريخي وطني لليابان. [11] [12] والتي تَقع في مينامياكاتا، ساكاي شو، تويو أكه، المَدينة التي تَستَضيف «أعمدة الجرانيت السَبعة»، وهيَ أعمدة يمثل كل عمود منها أمير من أمراء الحرب السبعة ليوشيموتو. تحمل الأعمدة الأولى عبارة «هنا قُتلَ إيماغاوا يوشيموتو».

أصبحت ساحة المعركة الآن حديقة.

## المَراجع
1. ↑  (Research by Imperial Japanese Army General Staff Office)
2. ↑  A Military History of Japan by John Kuehn p. 102
3. ↑  Sansom، George (1961). A History of Japan, 1334–1615. Stanford University Press. ص. 276. ISBN:0804705259.
4. 1 2  Turnbull، Stephen (1998). The Samurai Sourcebook. Cassell & Co. ص. 215. ISBN:1854095234.
5. 1 2  Weston, Mark. "Oda Nobunaga: The Warrior Who United Half of Japan." Giants of Japan: The Lives of Japan's Greatest Men and Women. New York: Kodansha International, 2002. 140–45. Print.
6. ↑  kato. "Imagawa Yoshimoto". Samurai World (باليابانية). Archived from the original on 2021-05-09. Retrieved 2021-02-07.
7. ↑  "1560: The Spring Thunderstorm"[وصلة مكسورة], Geocities.yahoo.com "نسخة مؤرشفة". مؤرشف من الأصل في 2016-04-05. اطلع عليه بتاريخ 2021-11-24.{{استشهاد ويب}}:  صيانة الاستشهاد: BOT: original URL status unknown (link)
8. ↑  Sato، Hiroaki (1995). Legends of the Samurai. Overlook Duckworth. ص. 234–37. ISBN:9781590207307.
9. ↑  Turnbull، Stephen R. (1977). The Samurai: A Military History. New York: MacMillan Publishing Co. ص. 144.
10. ↑  "Toyoake City". مؤرشف من الأصل في 2011-09-10. اطلع عليه بتاريخ 2012-12-03.